# Acid-rezistență

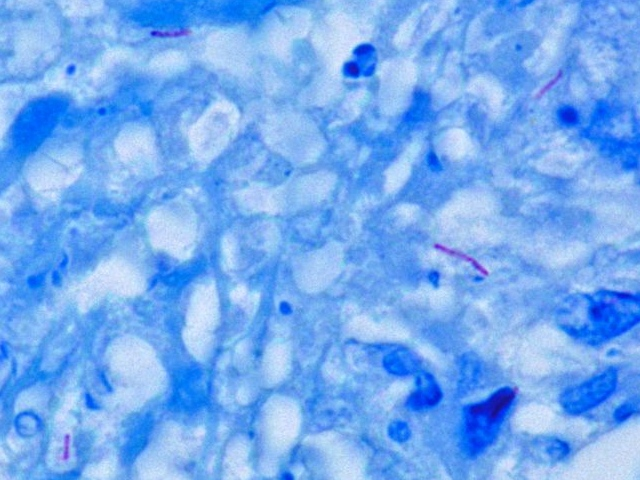
Mycobacterium tuberculosis (colorat în roșu) în țesut (albastru).

Acid-rezistența este o proprietate fizică a anumitor bacterii (și mai puțin frecventă la protozoare), constând în special în rezistența la decolorarea cu acizi în timpul procedurilor de colorare.
Organismele acid-rezistente sunt ușor de caracterizat folosind tehnici microbiologice standard (de exemplu colorația Gram - dacă un bacil acid-rezistent (BAR) a fost colorat gram, rezultatul ar fi un organism gram pozitiv anormal, care ar indica faptul că testarea suplimentară nu ar fi necesară), deși acestea pot fi colorate folosind coloranți concentrați, în special atunci când procesul de colorare este combinat cu căldură. Odată colorate, aceste organisme rezistă procedurilor de decolorare bazate pe soluții diluate de acid și/sau etanol, comune din multe protocoale de colorare, de aici numele de acid-rezistente.
Conținutul ridicat de acid micolic   din pereții celulari ai anumitor Protozoare, și ai celor din Micobacterii, este responsabil pentru modelul de colorare: absorbția slabă, urmată de retenția mare. Cea mai comună tehnică de colorare utilizată pentru a identifica bacterii modificate genetic acid-rezistente este colorația Ziehl-Neelsen, în care mycobacteriile acid-rezistente sunt colorate roșu aprins și constrastează în mod clar pe fundalul albastru. O altă metodă este metoda Kinyoun , în care bacteriile sunt colorate în roșu aprins și se disting clar pe un fond verde. Mycobacteria acid-rezistentă poate fi, de asemenea, vizualizată prin microscopie fluorescentă cu ajutorul unor coloranți fluorescenți (colorația auramine-rodamină, de exemplu). Unele bacterii pot fi, de asemenea, parțial acid-rezistente. Ouăle de paraziți ai viermilor de plămân  Paragonimus westermani sunt, de fapt, distruse de colorație, care poate împiedica diagnosticul la pacienții care se prezintă cu simptome asemănătoare tuberculozei.

## Unele tehnici de colorare acid-rezistente
1. Colorația Ziehl–Neelsen (clasică și modificată - tipuri prin înălbire)[4]
2. colorația Kinyoun
3. Pentru oamenii cu daltonism (sau pe fundaluri în care detectarea bacteriilor roșii este dificilă) Albastru Victoria poate înlocui carbol fucsina și acidul picric poate fi folosit ca și contracolorație în loc de albastru de metilen, iar tehnica Kinyoun poate fi folosită în rest.[5]
  1. Diverse tehnici de colorare pentru sporii de bacterii folosind Kenyon de exemplu
    1. Metoda Moeller
    2. Metoda Dorner[6] (decolorarea cu acid alcool) fără modificarea  Schaeffer–Fulton[7] (decolorarea cu apă)[8]
    3. Metoda cu detergent, folosind Tergitol 7, surfanctant tip NP-7 eter poliglicol neionic [9]
4. Colorația Fite[10]
  1. Colorația Fite-Faraco[11][12]
  2. Colorația Wade Fite[13]
5. Colorația Ellis și Zabrowarny[14][15] (fără fenol/acid carbolic)
6. Colorația Auramine-rodamine
7. Colorația Auramine fenol

## Structuri acid-rezistente notabile
Foarte puține structuri sunt acid rezistente; acest lucru face colorarea pentru acid-rezistență deosebit de utilă în diagnostic. Următoarele sunt exemple notabile de structuri care sunt acid rezistente sau acid rezistent modificate:
- Toate Micobacteriile - M. tuberculosis, M. leprae, M. smegmatis și  Mycobacterium atipice
- Actinomicete (mai ales unele aerobe) cu acid micolic în peretele celular (de remarcat că Streptomyces NU au); a nu se confunda cu Actinomyces, care sunt genuri non-acid rezistente de Actinomicete
  - Nocardia
  - Rhodococcus
  - Gordonia (Actinomicete)
  - Tsukamurella
  - Dietzia
- Capul spermatozoidului
- Sporii bacteriilor, vezi Endospore
- Legionella micdadei
- Anumite incluziuni celulare de exemplu
  - Incluzii citoplasmatice văzut în
    - Neuronii din stratul 5 din cortexul cerebral lipofuscinoza ceroidă neuronală (boala Batten).

  - Corpusculi de incluzie nucleari văzuți în
    - Intoxicația cu plumb
    - Otrăvirea cu bismut.
- Oochisturi ale unor paraziți coccidieni din materiile fecale, cum ar fi:
  - Cryptosporidium parvum,[16]
  - Isospora belli[17]
  - Crohn cayetanensis.[18]
- Alți câțiva paraziți:
  - Sarcocystis
  - Ouălele Taeniei saginata  se colorează bine, dar ouăle de Taenia solium nu (Poate fi folosită pentru a le distinge)
  - Chisturi hidatice, mai ales "cârligele" lor se colorează inconstant cu ZN dar emana o culoare roșie aprinsă în lumină verde  fluorescentă , si poate fi de ajutor în detectarea pe fundaluri moderat încărcate, sau cu rare cârlige.[19]
- Formele fungice de drojdie sunt inconstant colorate cu colorații acid rezistente care este considerat un colorant cu spectru îngust pentru ciuperci.[20] Într-un studiu privind acid-rezistența la ciuperci,[21] 60% din blastomyces și 47% din histoplasma au arătat pozitivitate la colorația citoplasmatică a celulelor drojdie-like, iar Cryptococcus și candida nu s-au colorat, și  colorare foarte rară a fost văzută în  endosporii de Coccidioides.

### Exemple de protocoale on-line
- Protocolul  Ziehl-Neelsen Arhivat în 7 ianuarie 2007, la Wayback Machine.  (format PDF).
- Metoda Ellis & Zabrowarny Arhivat în 4 ianuarie 2006, la Wayback Machine. alternativă de colorare AR.